# Distretto di Kwekwe
Il distretto di Kwekwe é un distretto amministrativo della provincia delle Midland in Zimbabwe, ha una popolazione di circa 316,925 abitanti di cui 119,863 abitano nella città di Kwekwe e il resto in zone rurali

## Posizione
Si trova nella provincia delle Midland, nello Zimbabwe centrale e ha una popolazione stimata di 120.000 persone circa ed è il capoluogo del distretto.
Si trova all'incirca a 220 kilometri di strada da Harare, capitale e città più grande del paese, e si trova più o meno alla stessa distanza da Bulawayo, la seconda città più grande del paese.
Le sue coordinate sono: 19ª 0' 0.00"S, 29° 45' 0.00"E.